# Polissena Sforza
Polissena Sforza (Mortara, 1428 – Rimini, 1º giugno 1449) era figlia di Francesco Sforza e dell'amante Giovanna d'Acquapendente, detta la colombina, che fu legata allo Sforza per 17 anni dandogli cinque figli.
Polissena era il nome della prima moglie di Francesco, Polissena Ruffo, morta nel 1420.

## Matrimonio
Il 29 aprile 1442 a Rimini divenne la seconda moglie di Sigismondo Pandolfo Malatesta, Signore di Rimini dal 1415. La prima moglie di Sigismondo, Ginevra d'Este, era morta nel 1440 senza avergli dato figli.
Attraverso questo secondo matrimonio Sigismondo acquisì Mondavio, dote di Polissena, capoluogo del Vicariato con giurisdizione su ventiquattro castelli, che il Malatesta fece abbellire e fortificare.
Polissena diede alla luce due figli:
- Galeotto (1º febbraio[6] - 18 novembre 1443[7]), che morì a pochi mesi;
- Giovanna (1444-1511), andata sposa nel 1451 a Giulio Cesare da Varano[8].

## Morte
Polissena morì all'Abbazia di Scolca, a Rimini, probabilmente di peste o forse soffocata per ordine di Sigismondo.
Venne sepolta nel Tempio Malatestiano, mausoleo in cui averva trovato sepoltura anni prima anche Ginevra.
Nel 1456 Sigismondo si risposò con Isotta degli Atti, sua amante fin dal 1445, quando quindi era ancora in vita Polissena. Altra relazione di Sigismondo durante il matrimonio con Polissena fu quella con Vannetta dei Toschi.

## Sospetto uxoricidio
Nel 1461 il papa Pio II scomunicò e accusò Sigismondo di aver ucciso le sue mogli Ginevra e Polissena.
Ginevra sarebbe stata avvelenata.
Polissena sarebbe invece stata soffocata con un asciugamano; sarebbe stato poi fatto assassinare anche un frate francescano, reo di non aver svelato il segreto confessionale rivelatogli da Polissena.

## Ascendenza
|                          |   |                  | Genitori           |  |  | Nonni |  |  | Bisnonni           |  |  | Trisnonni         |  |
|                          |   |                  |                    |  |  |       |  |  | Giovanni Attendolo |  |  | Giacomo Attendolo |  |
|                          |   |                  |                    |  |  |       |  |  | Giovanni Attendolo |  |  | Giacomo Attendolo |  |
|                          |   | …                |                    |  |  |       |  |  | Giovanni Attendolo |  |  |                   |  |
| Giacomo Attendolo        |   |                  |                    |  |  |       |  |  | Giovanni Attendolo |  |  |                   |  |
|                          |   | Elisa Petraccini | Ugolino Petraccini |  |  |       |  |  |                    |  |  |                   |  |
|                          |   | Elisa Petraccini | Ugolino Petraccini |  |  |       |  |  |                    |  |  |                   |  |
|                          |   | Elisa Petraccini | …                  |  |  |       |  |  |                    |  |  |                   |  |
| Francesco I Sforza       |   | Elisa Petraccini |                    |  |  |       |  |  |                    |  |  |                   |  |
|                          |   | …                | …                  |  |  |       |  |  |                    |  |  |                   |  |
|                          |   | …                | …                  |  |  |       |  |  |                    |  |  |                   |  |
|                          |   | …                | …                  |  |  |       |  |  |                    |  |  |                   |  |
| Lucia Terzani            |   | …                |                    |  |  |       |  |  |                    |  |  |                   |  |
|                          |   | …                | …                  |  |  |       |  |  |                    |  |  |                   |  |
|                          |   | …                | …                  |  |  |       |  |  |                    |  |  |                   |  |
|                          |   | …                | …                  |  |  |       |  |  |                    |  |  |                   |  |
| Polissena Sforza         |   | …                |                    |  |  |       |  |  |                    |  |  |                   |  |
|                          | … | …                |                    |  |  |       |  |  |                    |  |  |                   |  |
|                          | … | …                |                    |  |  |       |  |  |                    |  |  |                   |  |
|                          | … | …                |                    |  |  |       |  |  |                    |  |  |                   |  |
| …                        | … |                  |                    |  |  |       |  |  |                    |  |  |                   |  |
|                          |   | …                | …                  |  |  |       |  |  |                    |  |  |                   |  |
|                          |   | …                | …                  |  |  |       |  |  |                    |  |  |                   |  |
|                          |   | …                | …                  |  |  |       |  |  |                    |  |  |                   |  |
| Giovanna d'Acquapendente |   | …                |                    |  |  |       |  |  |                    |  |  |                   |  |
|                          |   | …                | …                  |  |  |       |  |  |                    |  |  |                   |  |
|                          |   | …                | …                  |  |  |       |  |  |                    |  |  |                   |  |
|                          |   | …                | …                  |  |  |       |  |  |                    |  |  |                   |  |
| …                        |   | …                |                    |  |  |       |  |  |                    |  |  |                   |  |
|                          |   | …                | …                  |  |  |       |  |  |                    |  |  |                   |  |
|                          |   | …                | …                  |  |  |       |  |  |                    |  |  |                   |  |
|                          |   | …                | …                  |  |  |       |  |  |                    |  |  |                   |  |
|                          |   | …                |                    |  |  |       |  |  |                    |  |  |                   |  |